# Comuna Mala Volîțea, Ciudniv
Mala Volîțea (în ucraineană Маловолицька сільська рада) este o comună în raionul Ciudniv, regiunea Jîtomîr, Ucraina, formată din satele Dubrivka și Mala Volîțea (reședința).

## Demografie
Componența lingvistică a comunei Mala Volîțea
     Ucraineană (97,91%)
     Rusă (1,13%)
     Alte limbi (0,16%)
Conform recensământului din 2001, majoritatea populației comunei Mala Volîțea era vorbitoare de ucraineană (97,91%), existând în minoritate și vorbitori de rusă (1,13%).